# 펠로폰네소스 전쟁
펠로폰네소스 전쟁(Πελοποννησιακός Πόλεμος)은 기원전 431년에서 404년까지 고대 그리스에서 아테네 주도의 델로스 동맹과 스파르타 주도의 펠로폰네소스 동맹 사이에 일어난 전쟁이다. 역사가들은 전통적으로 이 전쟁을 세 단계로 구분한다. 첫 번째는 ‘아르키다모스 전쟁’으로 스파르타는 아티케의 침략을 되풀이하였고, 아테네는 자신의 세력권에 불안의 징조를 억누르기 위하여 자국의 해군력을 이용하여 펠로폰네소스반도 해안을 습격하였다. 전쟁의 첫 단계는 기원전 421년에 니키아스 평화조약이 체결되어 막을 내렸다. 그러나 펠로폰네소스에서 다시 교전이 일어나 이내 조약의 효력은 약해졌다. 기원전 415년 아테네는 시켈리아(시칠리아)의 시라쿠사이를 공격하기 위해 거대한 시켈리아 원정대를 파견하였으나, 기원전 413년 공격군은 대패하여 군대 전체가 궤멸되었다. 이 패배로 전쟁은 마지막 단계에 돌입하였는데, 보통 ‘데켈레이아 전쟁’ 혹은 ‘이오니아 전쟁’으로 불린다. 이때 스파르타는 페르시아의 도움을 받아 아테네에 종속된 에게해와 이오니아의 나라에서 일어난 반란을 지원하여 아테네의 패권을 잠식하였으며, 결국 아테네의 제해권을 빼앗았다. 아이고스포타모이 해전에서 아테네 함대가 궤멸되면서 사실상 전쟁은 끝났으며, 아테네는 이듬해에 항복하였다.
역사가 투키디데스가 그의 《펠로폰네소스 전쟁사》에서 이미 잘 지적하였듯, 이 전쟁은 고대 그리스의 도시국가의 정치, 역사 그리고 문화에 끼친 영향은 매우 주목할 만한 것으로 평가된다. 이 전쟁은 고대 그리스 세계의 정세를 뒤바꾸었다. 국제 관계 면에서 전쟁 전 그리스에서 가장 강대한 도시 국가였던 아테네는 종속국에 가까운 상태로 전락하였으며, 반면 스파르타는 그리스의 주도국이 되었다. 전쟁에 따른 경제적 영향은 그리스 전역에 미쳐, 펠로폰네소스에서는 빈곤이 만연하였고, 아테네는 완전히 유린당하여 전쟁 전의 영화를 되찾지 못하였다 또 이 전쟁으로 그리스 사회에는 앞서 말한 영향보다 포착하기 어려운 변화가 생겼는데, 민주주의 국가인 아테네와 과두정 국가인 스파르타의 전쟁으로 서로의 나라에 자국에 우호적인 정치 세력이 등장하면서 그리스 세계에서 내전이 잦아지는 원인이 되었다.
또, 그리스의 전쟁은 원래 제한되고 정형적인 형태였으나, 나라 사이의 전면전으로 변화하였으며, 대규모 잔학 행위도 등장하였다. 전쟁은 종교적, 문화적 금기를 훼손했으며, 농촌과 도시를 파괴하였다. 펠로폰네소스 전쟁은 기원전 5세기 그리스의 황금 시대를 극적으로 종식시킨 일대 사건이었다.

## 원인
내전으로 분류하기도 애매한 이 전쟁은 (당시 그리스인들에게 다른 폴리스는 엄연히 다른 나라였기 때문이다) 페르시아 제국과 전쟁에서 승리한 이후, 델로스 동맹을 주도하며 델로스 섬에 위탁된 자금을 관리하던 아테네가 펠로폰네소스반도의 주도권을 장악하자 이에 스파르타가 내심 불만을 가지면서 위기가 고조되었다. 아테네와 스파르타는 모든 면에서 대조적이었고 따라서 대립의 소지가 컸다. 아테네가 델로스 동맹을 발판으로 강대한 제국으로 발돋움하자 스파르타와 충돌은 피할 수 없는 상황이었다. 아테네가 코린토스 및 메가라를 위협하면서 코린토스 지협을 장악하는 동시에 서부 지중해로 진출하려 하자 스파르타와 부딪히게 된다. 그러나 제1차 펠로폰네소스 전쟁은 스파르타와 〈삼십년 평화 조약〉으로 끝을 맺었다. 욕심을 버리지 못하던 아테네는 코린토스와 상업상 이해관계의 충돌에 있는 식민지 코르퀴라와 동맹을 하게 된다. 이는 펠로폰네소스 동맹에 커다란 위협이 되었다.
그러나 아테네의 페리클레스가 건재한 동안에 스파르타는 아테네에 대해 별다른 대응을 하지 않았으며, 페리클레스 사후 스파르타는 아테네를 상대로 전쟁에 돌입했다. 이에 28년간이나 계속된 펠로폰네소스 전쟁이 시작된다.

## 과정
투키디데스는 전쟁의 시작을 에피담노스에서 벌어진 분쟁에서 시작되었다고 쓰고 있다. 에피담노스는 이오니오스 만 서북쪽 변방에 위치한 식민시로 약간 특이한 역사를 가졌는데, 에피담노스는 케르퀴라의 식민시였지만 식민시의 건설자는 코린토스인인 팔리오스였고 처음 정착민들중 코린토스인도 몇몇 있었다. 때문에 코린토스인은 에피담노스를 자신들의 식민시로 여기는 상황이었다. 이런 상황에서 에피담노스는 펠로폰네소스 전쟁 직전에 민중파와 귀족사이에 분쟁이 벌어진다. 여기서 에피담노스의 민중파는 귀족을 추방하는 일이 벌어졌고 반대로 귀족이 에피담노스 주변에 비헬라스인과 연대하는 일이 발생했다.
에피담노스의 민중파는 케르퀴라에 지원을 요청하는 사절단을 보냈으나 거절당하는 일이 벌어진다. 때문에 에피담노스 민중파는 이번에는 델포이 신탁(에피담노스를 창건한 코린토스인들에게 도시를 맡기고 그들에게서 도움을 구해야 하는가 하는 질문을 하자, 코린토스인들에게 도시를 맡기고 그들을 길잡이로 삼으라는 신탁을 받는다)을 명분으로 코린토스에게 도시를 맡아줄 것을 요청했고 코린토스는 때마침 케르퀴라와 갈등이 있었기 때문에 에피담노스의 민중파의 요구를 수용해서 군대를 육로로 자신들의 식민시이자 케르퀴라와 에피담노스 사이에 있던 아폴로니아로 파병한다.
결국 양 국가는 에피담노스를 두고 처음에는 협상을 시도했지만 결국 실패하고 충돌하게 된다. 코린토스는 75척의 선단에 2000명의 중무장보병을 태워서 에피담노스로 보냈고 이에 케르퀴라는 80척의 선단으로 맞서서 악티온 곶에서 싸우게된다. 이 해전에서 케르퀴라는 승리를 거둬서 15척의 코린토스 선박을 파괴했고 이를 기념하기 위해 레우킴메 곶에 승전비를 세웠다고 한다. 이후 케르퀴라는 제해권을 완전히 장악해서 코린토스의 식민시 레우카스와 동맹국인 엘리스의 퀼레네 항구를 공격한다. 그렇게 1년간 대치하던중 코린토스가 대대적인 전쟁준비를 시작하자 비록 이전에 승리하기는 했지만 동맹국이 없던 케르퀴라는 아테네에 동맹을 요청하고 이에 코린토스도 아테네에 도움을 요청한다.
이런 상황에서 아테네는 두 번의 민회 끝에 케르퀴라가 아테네가 침공을 당할 시에만 돕는 조건부 동맹을 맺기로 하고, 앞에 조건대로 활동할 10척의 아테네 함대를 파견한다. 이후 코린토스와 동맹국은 150척의 대규모 함대를 케르퀴라 앞바다에 파견했고 이에 케르퀴라도 140척의 함대로 대응해서 대규모 해전이 벌어진다. 여기서는 코린토스가 70척의 함대를 파괴해서 매우 우위에 있었는데 이 상황을 지켜보던 아테네의 10+10척(나중에 증강된 함대)의 함대가 전투에 개입하고 갑작스러운 제3자의 개입에 코린토스는 후퇴한다. 이후 코린토스가 아테네 함대에 사절을 보내 개입한 이유를 묻자 민회에서 결정된 동맹을 설명해주었고 코린토스도 아테네와 전쟁을 벌이는 것은 무리라고 여겼는지 퇴각 그렇게 승패가 정해지지 않고 해전은 끝이 난다.
처음에는 아테네가 이길 공산이 매우 컸었다. 그것은 해군에 대한 경험지식이 풍부한 데다가 스파르타 진영은 해군에 대한 지식이 부족한 상태였기 때문이다. 그리하여 '아르키다모스 전쟁'으로 스파르타는 아테네의 아티케를 선제공격하면서부터 시작하였다. 아테네는 자신의 세력권에 불안의 징조를 억누르기 위하여 자국의 해군력을 이용하여 펠로폰네소스반도 해안을 습격하였다. 그러나 뜻밖의 태풍, 해일 등의 자연재해를 만나 전쟁을 개시하기도 전에 군사적으로 큰 피해를 입어 해군력이 스파르타 해군과 엇비슷한 수준에 이른다. 결국 양측은 군사적으로 대치중에 있어 승패도 없이 10년간 전쟁을 계속하다가 기원전 421년 니키아스 평화조약이 맺어져 양측은 휴전 조치를 내렸고 한동안의 평화가 계속된다.
그러나 이 평화는 오래가지 못했다. 그것은 계속된 전쟁으로 델로스 동맹 국가간의 분열이 계속되어 있었기 때문인데 분열은 전쟁 중반에서부터 델로스 동맹간에 의견 차이로 시작하였다. 이러한 상황때문에 아테네는 스파르타 측에 먼저 휴전을 제안했던 이유이기도 했고 전쟁국력을 쏟아 부어야 한 상황이었는데 전쟁 처음부터 아테네 측이 전쟁을 강압한 탓에 델로스 동맹은 분열조짐이 일어나고 있었다. 이 상황에서 동맹국가가 델로스 동맹 탈퇴와 펠로폰네소스 동맹에 가담할 우려가 있었기 때문이었고 그러한 상황이 일어날 경우 아테네로써는 군사적으로 약해질 뿐만 아니라 여차하면 스파르타와 펠로폰네소스 동맹이 이 기회를 틈타 공격해 들어오면 제국의 영원한 멸망을 의미하는 것이었다. 그래서 스파르타 측에 휴전협정을 요청하는 한편, 재차 공격 기회를 노렸던 것이다.
결국에는 펠로폰네소스에서 아테네 측과 스파르타 측에서 충돌이 일어나면서 이내 니키아스 평화조약의 효력은 약해졌다.
기원전 415년 아테네는 시켈리아(시칠리아)의 시라쿠사이를 공격하기 위해 거대한 시켈리아 원정대를 파견하였다.
아테네 측은 반격해오는 스파르타를 막기 위해 알키비아데스로 새로운 아테네군 지도자로 추천되었다. 그는 스파르타의 군사정보를 파악하는 한편 군사배치 등을 계획 중이었으나 전쟁 개시 전에 내분이 먼저 발생한다. 그것은 자신의 정적들의 사소한 고발과 모함으로 자신이 죽을 위기에 처한 것이다. 알키비아데스는 목숨을 부지하기 위해 스파르타로 망명하여 아테네의 군사 상황을 모두 넘겨버린다. 이 사건이 아테네의 패배의 결정적 원인이 되었다. 결국, 기원전 413년 공격군은 대패하였고, 원정군 전체가 궤멸되었다.
스파르타는 이와 동시에 페르시아와 군사협정 체결을 받아 페르시아의 전폭적인 지원을 얻어 흑해의 차단에 나선다. 그리하여 아테네에 종속된 에게해와 이오니아의 나라에서 일어난 반란을 지원하여 아테네의 패권과 군사력을 약화시켰으며. 뒤이어 기원전 404년에 일어난 아이고스포타모이 해전에서 아테네 함대를 궤멸시켜 해상권을 빼앗았다. 이 해전을 끝으로 사실상 전쟁은 끝났으며, 아테네는 이듬해에 항복하였다. 스파르타는 도시의 성벽을 모두 파괴하도록 강요했으며 아테네는 완전히 유린 당하여 전쟁 전의 영화를 되찾지 못하였다.

## 결과
펠로폰네소스 전쟁에서 스파르타 주도의 펠로폰네소스 동맹이 승리하면서 그리스의 주도권은 아테네에서 스파르타로 넘어갔는데, 이후 아테네의 민주정은 중우정으로 변질되었고 오랜 전쟁으로 그리스는 쇠퇴의 길을 걷게 되었다. 스파르타가 테바이에 패하면서 기원전 400년부터 기원전 340년까지 그리스의 주도권이 테바이로 넘어갔고 테바이가 마케도니아 왕국에 패하면서 기원전 340년부터 기원전 300년까지는 마케도니아 왕국이 그리스의 주도권을 장악하게 되었다.
마케도니아 왕국의 필리포스 2세가 그리스의 주도권을 장악한 이후 그리스는 유럽 역사의 주 무대에서 과거와 같은 영광을 다시 누리지 못하고 퇴장하였으며, 로마 제국(다만 중세 시기 로마는 공용어가 그리스어로 바뀌었고 라틴계보다는 그리스계가 우세했기에 그리스의 역사로 보기도 한다), 오스만 제국의 지배를 차례로 받다가 19세기에 들어서야 독립할 수 있었다. 단지 그들의 신화와 철학만이 남아 후세에 영향을 끼쳤다.

## 영향

### 소크라테스의 변론과 아나바시스
전쟁의 결과 델로스 동맹은 해체 수순에 들어갔고, 아테네에서는 공화정이 붕괴하고 스파르타의 지도하에 과두파 정권(삼십인 정권)이 발족하여 공포정치를 하며 숙청을 지휘했다. 하지만 9개월 후 트라쉬불로스가 이끄는 공화정 파 세력이 삼십인 정권을 타도하고, 정권을 탈취한다. 공화정 정권하에는 펠로폰네소스 전쟁 패전의 원인이 된 알키비아데스와 삼십인 정권의 지도자 크리티아스 등의 스승이었던 소크라테스가 아리스토파네스 등에 의해 탄핵당하고, 공개 재판을 통해 사형을 당했다. 기원전 401년경에 페르시아 제국 아케메네스 왕조의 크세르크세스 2세와 작은 키루스 사이에서 후계자 다툼이 일어나며, 〈쿠나크사 전투〉가 일어났다. 이 전투에 참가한 크세노폰은 《아나바시스》를 썼다.

### 페르시아 제국의 자금 지원
아테네는 델로스 동맹의 지배자 지위는 잃었지만 유력 폴리스로 계속 존재했다. 그리스 지방을 지배하려는 페르시아 제국에 맞서는 스파르타를 견제하기 위해 아테네와 테바이 그리고 이후에는 코린토스 등의 스파르타와 적대적인 폴리스에 자금을 지원하였고, 여러 폴리스가 합종연횡을 반복하면서 스파르타에 대항하였다. (예를 들면 코린토스 전쟁, 안탈키다스 평화조약). 기원전 379년에 마침내 스파르타가 그리스와 에게해의 패권을 장악했지만, 해상 교역이 가져올 부가 시민들 사이에 빈부격차를 낳았고, 주로 자작농으로 구성된 병역을 지는 자유민이 700명 정도까지 감소했기 때문에 질높은 강병을 내세운 리쿠르고스 제도(고대 그리스어: Λυκούργος , Lycurgus)는 타격을 받았다.

### 보이오티아 전쟁
기원전 378년 아테네가 델로스 동맹을 대체하는 제2차 해상 동맹을 재결성했다. 그리스 세계는 보이오티아 전쟁으로 만성적인 전쟁 상태에 빠져 서서히 쇠퇴한 반면, 아테네는 기원전 375년의 낙소스 연안 해전에서 페르시아 군을 물리치고 해상의 제해권을 되찾았다. 기원전 371년 스파르타 군은 레우크트라 전투에서 에파메이논다스가 이끄는 테바이 군에 패배를 당하고, 그리스의 패권을 잃었다. 일시적으로 패권을 잡은 테바이도 기원전 362년에 〈만티네이아 전투〉에서 에파메이논다스가 사망하면서 패권을 상실하게 된다.

### 마케도니아의 대두
기원전 357년에 테바이와 아테네 사이에 동맹시 전쟁이 발발했다. 기원전 356년에는 테바이를 중심으로하는 암피크티온 동맹과 포키스를 중심으로 하는 아테네 - 스파르타 연합군 사이에서 제3차 신성 전쟁이 일어났다. 기원전 355년에 동맹시 전쟁은 동맹 도시의 승리로 끝났고, 제2차 해상 동맹은 붕괴되었다. 기원전 346년에 제3차 신성 전쟁도 암피크티온 동맹이 승리하면서, 마케도니아 왕국의 필리포스 2세의 영향력이 강화되었다.
기원전 347년에 플라톤이 사망하고 아리스토텔레스가 고향 마케도니아 왕국으로 귀국하여, 알렉산더 3세의 스승이 된 것도 이후의 역사에 큰 영향을 주었다. 기원전 338년의 카이로네이아 전투에서 아테네, 테바이 연합군이 마케도니아 왕국에게 패배를 당하고, 마케도니아의 패권이 성립되었다. 이렇게 그리스 세계는 마케도니아의 지배하에 놓이게 된 것이다. (스파르타만 마케도니아가 주도하는 헬라스 동맹(코린토스 동맹)에 참가하였고, 나중에 아기스 3세가 마케도니아에 반항하여 군사를 일으켰지만, 기원전 331년 메갈로폴리스 전투에서 패했다.) 기원전 336년에 필리포스 2세가 암살되자 일시적으로 헬라스 동맹은 혼란에 빠졌지만, 알렉산더가 권력을 장악했다. 기원전 334년에 알렉산더는 페르시아 전쟁 이후의 천적 페르시아를 물리치기 위해 마케도니아 군을 이끌고 동방원정에 나섰다.